# Коровин, Алексей Юрьевич
Алексе́й Ю́рьевич Коро́вин (18 апреля 1962, Ленинград — 11 ноября 2005, Санкт-Петербург) — российский кларнетист и музыкальный педагог, солист симфонического оркестра Михайловского театра, лауреат Всероссийского и Международного конкурсов.

## Биография
Алексей Юрьевич Коровин родился 18 апреля 1962 года в Ленинграде. В 1980 окончил музыкальную школу-десятилетку при Ленинградской консерватории по классу кларнета у профессора П. Н. Суханова. В 1977 музыкант стал лауреатом 2 премии Международного конкурса «Концертино Прага». В 1983 был удостоен 2 премии и звания лауреата на Первом Всероссийском конкурсе музыкантов-исполнителей на деревянных духовых инструментах в Ленинграде. В 1985 окончил Ленинградскую консерваторию, в 1988—1989 совершенствовался в аспирантуре под руководством профессора П. Н. Суханова.
С 1981 солист оркестра Михайловского театра, с которым неоднократно гастролировал в странах Европы, Японии и США. В 1983 создал ансамбль «Ленинградские (Петербургские) кларнеты» (в составе: А.Коровин, В.Генслер-младший, Е.Зубарев, В.Карпович), который с успехом выступал в концертных залах города и гастролировал в Германии. В 1990—1992 преподавал в музыкальной школе-десятилетке при консерватории.
Алексей Коровин регулярно выступал в концертах как солист и ансамблист в Большом и Малом залах Петербургской филармонии, Малом зале консерватории, Концертном зале Академической капеллы, в Германии выступал с симфоническими оркестрами Берлина и Дрездена. Петербургский композитор Дмитрий Стефанович посвятил Алексею Коровину свою Сюиту для кларнета и фортепиано.
Алексей Юрьевич Коровин скоропостижно скончался 11 ноября 2005 года в Санкт-Петербурге.

## Награды и звания
- Лауреат II премии Международного конкурса «Концертино Прага» (1977)
- Лауреат II премии Всероссийского конкурса музыкантов-исполнителей (Ленинград, 1983)